# Pikenmetkow
Pikenmetkow  ist eine Insel im Pazifischen Ozean, die zu den Föderierten Staaten von Mikronesien gehört. Pikenmetkow ist eine von zehn Inseln des Sapwuahfik-Atolls und liegt zwischen den Inseln Wat und Utaluk. Nordöstlich des Atolls liegt die Insel Pohnpei.